# Dolichopoda sutini
Dolichopoda sutini is een rechtvleugelig insect uit de familie grottensprinkhanen (Rhaphidophoridae). De wetenschappelijke naam van deze soort is voor het eerst geldig gepubliceerd in 2012 door Rampini & Taylan.